# Asplenium regulare
Asplenium regulare là một loài thực vật có mạch trong họ Aspleniaceae. Loài này được Sw. miêu tả khoa học đầu tiên năm 1817.